# San Paolo Pisa Calcio a 5
La Società Sportiva San Paolo Pisa Calcio a 5 è stata una squadra italiana di calcio a 5 fondata nel 1996 a Pisa.

## Storia
Dall'anno della sua fondazione colleziona quattro promozioni consecutive che la portano nella stagione 2000-01 a partecipare per la prima volta al campionato nazionale di Serie A2. Nella stagione 2002-03 perde la finale di Coppa Italia di categoria contro il Terni ma vince i play-off promozione conquistando la promozione in Serie A.
Nella stagione 2003-04 si salva ai play-out dopo aver chiuso la stagione regolare al dodicesimo posto. Nella stagione successiva non si è iscritta al campionato di serie A.

## Palmarès

### Competizioni giovanili
- Coppa Italia Under-21: 1
  - 2002-03

## Rosa 2003/2004
| N° | Naz.               | Ruolo      | Sportivo                   | Anno       |  |  |
| -- | ------------------ | ---------- | -------------------------- | ---------- |  |  |
|    | Brasile (bandiera) | Portiere   | Oliver Saldanha            | 26/05/1980 |  |  |
|    | Italia (bandiera)  | Portiere   | Riccardo Mosti             | 14/12/1979 |  |  |
|    | Brasile (bandiera) | Difensore  | Rodrigo Dos Santos         | 22/02/1979 |  |  |
|    | Brasile (bandiera) | Difensore  | Antonio Junior Almir Rossa | 05/05/1981 |  |  |
|    | Brasile (bandiera) | Laterale   | Bruno Barreto de Assis     | 03/05/1983 |  |  |
|    | Brasile (bandiera) | Laterale   | Bruno Leonardo Gusso       | 03/08/1985 |  |  |
|    | Brasile (bandiera) | Laterale   | Alex Miranda Strapazzon    | 28/04/1984 |  |  |
|    | Brasile (bandiera) | Laterale   | Giovani Raffagnin          | 04/06/1981 |  |  |
|    | Brasile (bandiera) | Laterale   | Bruno Rossa                | 01/05/1984 |  |  |
|    | Italia (bandiera)  | Laterale   | Simone Vasarelli           | 07/04/1981 |  |  |
|    | Brasile (bandiera) | Laterale   | Daniel Viapiana            | 28/08/1982 |  |  |
|    | Brasile (bandiera) | Pivot      | Edgar Schurtz              | 11/02/1979 |  |  |
|    | Italia (bandiera)  | Allenatore | Luigi Pagana               |            |  |  |

## Organigramma
- Presidente: Renato Trabeati
- Vice Presidente: Enio Caprai
- Direttore Sportivo: Roberto Cerri
- Direttore generale: Roberto Trabeati
- Allenatore: Luigi Pagana
- Allenatore Under 21: Giuseppe Mitidieri
- Addetto Stampa: Andrea Roventini
- Dirigente accompagnatore:
- Preparatore atletico: Stefano Rapetti
- Preparatore dei portieri:
- Medico sociale: Giacomo Giordani
- Massaggiatore: Giulio Gioli
- Massaggiatore Under 21: Franco Nardi